# Nickolayita
La nickolayita és un mineral de la classe dels elements natius que pertany al grup de la florenskyita. Rep el nom de Dieter Nickolay.

## Característiques
La nickolayita és un fosfur de fórmula química FeMoP. Va ser aprovada com a espècie vàlida per l'Associació Mineralògica Internacional l'any 2019, sent publicada el 2022. Cristal·litza en el sistema ortoròmbic.
L'exemplar que va servir per a determinar l'espècie, el que es coneix com a material tipus, es troba conservat a les col·leccions del Museu Mineralògic Fersmann, de l'Acadèmia de Ciències de Rússia, a Moscou (Rússia), amb el número de registre: 5290/1.

## Formació i jaciments
Va ser descoberta al complex de Daba-Siwaqa, a l'altiplà de Transjordània (Governació d'Amman, Jordània). Aquest indret és l'únic a tot el planeta on ha estat descrita aquesta espècie mineral.